# Toretsk

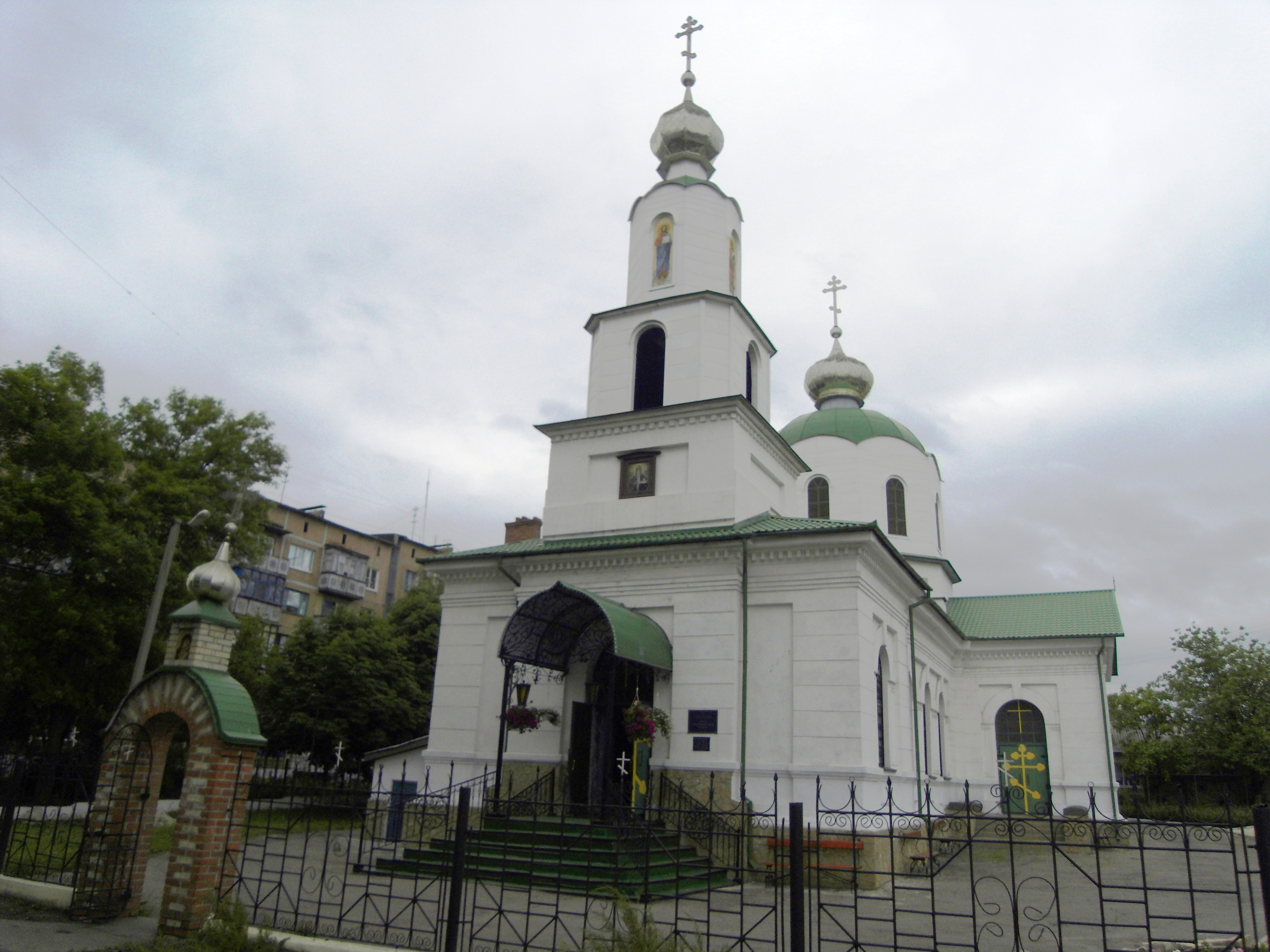
Kyrka i Toretsk

Toretsk (ukrainska: Торецьк [toˈrɛt͡sʲk]; ryska: Торецк) är en stad i Donetsk oblast i Ukraina. I januari 2022 hade staden något under 31 000 invånare.